# Chthonius fuscimanus
Chthonius fuscimanus är en spindeldjursart som beskrevs av Simon 1900. Chthonius fuscimanus ingår i släktet Chthonius och familjen käkklokrypare. Inga underarter finns listade i Catalogue of Life.